# リック・マッカラム
リチャード・"リック"・マッカラム（Richard "Rick" McCallum, 1952年 - ）は、ドイツ生まれアメリカ合衆国の映画プロデューサーである。
ジョージ・ルーカスと共に『インディ・ジョーンズ/若き日の大冒険』や『スター・ウォーズ』新三部作を製作したことで知られる。

## 生い立ち
バーデン＝ヴュルテンベルク州ハイデルベルクで生まれる。コロンビア大学を卒業した。

## キャリア
大学卒業後は主にイギリスでプロデューサーとして活動し、ハーバート・ロス監督の『ペニーズ・フロム・ヘブン』（1981年）、ギャヴィン・ミラー監督の『ドリームチャイルド』（1985年）、ニコラス・ローグ監督の『トラック29』（1987年）、デヴィッド・ヘアー監督の『ストラップレス』（1989年）などを製作した。
1990年代からはジョージ・ルーカスと組むようになり、テレビシリーズ『インディ・ジョーンズ/若き日の大冒険』を製作した。さらに『スター・ウォーズ』旧三部作特別篇、新三部作でもプロデューサーを務めた。
2012年公開のルーカス製作総指揮の第二次世界大戦映画『レッド・テイルズ』でも引き続いてプロデューサーを務めている。

## 主なフィルモグラフィ

### 映画
- ペニーズ・フロム・ヘブン Pennies from Heaven (1981) 製作総指揮
- ドリームチャイルド Dreamchild (1985) 製作
- トラック29 Track 29 (1987) 製作
- ストラップレス Strapless (1989) 製作
- 笑撃生放送! ラジオ殺人事件 Radioland Murders (1994) 製作
- スター・ウォーズ 特別篇 Star Wars Episode IV: A New Hope (1997) 製作
- スター・ウォーズ/帝国の逆襲 特別篇 Star Wars Episode V: The Empire Strikes Back (1997) 製作
- スター・ウォーズ エピソード1/ファントム・メナス Star Wars Episode I: The Phantom Menace (1999) 製作
- スター・ウォーズ エピソード2/クローンの攻撃 Star Wars Episode II: Attack of the Clones (2002) 製作
- スター・ウォーズ エピソード3/シスの復讐 Star Wars Episode III: Revenge of the Sith (2005) 製作
- レッド・テイルズ Red Tails (2012) 製作

### テレビシリーズ
- インディ・ジョーンズ/若き日の大冒険 The Young Indiana Jones Chronicles (1992-1993) 製作
- スター・ウォーズ クローン大戦 Star Wars: Clone Wars (2003) 製作総指揮